# María José Tafur
María José Tafur Bonnells (Bogotá, 14 de julio de 1976) es una actriz y guionista colombiana, reconocida por su participación en series de televisión en la década de 2000 como El inútil, Pobre Pablo y El auténtico Rodrigo Leal.

## Carrera
Tafur nació en la ciudad de Bogotá en 1976 y se trasladó a París años después para formarse en teatro. Al regresar a Colombia inició estudios de psicología. Su carrera en la televisión colombiana se inició en el seriado Pobre Pablo, en la que interpretó el papel de Johanna. Paralelamente hacía parte del grupo Púrpura Teatro.
Un año después logró el reconocimiento nacional al interpretar a Lucero Helena Zapata, la hija rebelde del protagonista personificado por Víctor Mallarino, en la popular telenovela El inútil. En 2002 personificó el personaje de Cháchara en la serie de corte juventil Jack el Despertador, y un año después realizó una de sus últimas apariciones en la televisión colombiana en la década de 2000 al personificar a Luz en la telenovela El auténtico Rodrigo Leal.

### Actualidad
En 2013 aportó el guion de la película documental Destinos interrumpidos junto con Danny Holguín. Tras un largo receso, Tafur retornó a la televisión colombiana en 2016 para interpretar el papel de Margarita Díaz en la serie del Canal RCN Hilos de sangre azul, producción basada en la novela del mismo nombre de Patricia Lara Salive.

## Filmografía

### Televisión
- 2016 - Hilos de sangre azul
- 2016 - Bloque de Búsqueda
- 2003 - El auténtico Rodrigo Leal
- 2002 - Jack el despertador
- 2001 - El inútil
- 2001 - Así es la vida
- 2000 - Pobre Pablo

### Teatro
- 2004 - El clan de los inmortales
- 2002 - Faustino
- 1999 - Nada del otro mundo
- 1996 - La Marquesa de Lakspur Lotion
- 1996 - Las Traquíneas